# Indicatif régional 587

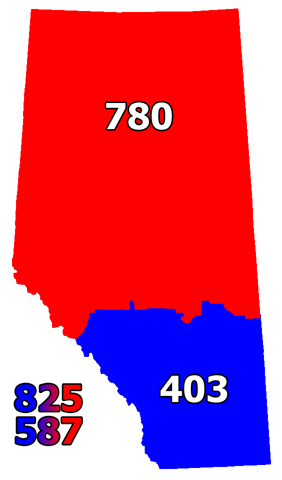
Délimitation entre les indicatifs 403 et 780.

L'indicatif régional 587 est un indicatif téléphonique régional couvrant la province de l'Alberta au Canada.
L'indicatif régional 587 fait partie du Plan de numérotation nord-américain.
Cet indicatif a été introduit en 2008 par chevauchement sur les indicatifs 403 et 780 pour pallier l'épuisement des numéros de téléphone dans ces indicatifs.
L'entreprise de services locaux titulaire pour l'indicatif 587 est Telus.

## Historique
Avant 1997, l'403 desservait toute la province canadienne de l'Alberta, le Yukon et la partie Ouest des Territoires du Nord-Ouest, couvrant plus du neuvième de la circonférence de la Terre du 49e parallèle ou Pôle Nord. En 1997, les Territoires du Nord-Ouest ont reçu leur propre indicatif, le 867. En 1999, l'indicatif 403 a été scindé de nouveau : le Sud de la province a conservé l'indicatif 403 alors que le Nord a reçu l'indicatif 780.
La signalisation à dix chiffres a été introduite de façon optionnelle le 23 juin 2008 dans toute la province de l'Alberta et est devenue obligatoire le 12 septembre 2008. La signalisation à dix chiffres a été introduite pour permettre l'ajout de nouveaux indicatifs régionaux par chevauchement dans la province.
Le 20 septembre 2008, l'indicatif 587 a été introduit par chevauchement sur les indicatifs 403 et 780. À cette date, Telus Mobility a commencé à assigner des numéros de l'indicatif 587 à de nouveaux clients dans les régions de Calgary et Edmonton.
L'indicatif 825 a été réservé pour pallier l'épuisement des numéros de téléphone dans les indicatifs 403, 780 et 587.

## Principales villes et indicatifs de central correspondants
- Airdrie (587)-236 254 775 852
- Banff (587)-222 720 883
- Bonnyville (587)-201 721 792
- Brooks (587)-263 270
- Calgary (587)-215 216 223 224 225 226 227 228 229 230 231 232 233 274 275 330 331 332 333 350 351 355 387 403 433 434 435 436 451 477 580 624 625 700 707 717 718 719 776 777 779 794 856 880 885 887 888 889 891 892 893 894 895 896 897 898 899 952 968 977 978 996 999
- Canmore (587)-238 722
- Castor (587)-726
- Claresholm (587)-278
- Cochrane (587)-239
- Coronation (587)-219
- Cowley (587)-221 592
- Czar (587) 255
- Drayton Valley (587)-277 673
- Drumheller (587)-795
- Edmonton (587)-335 400 401 402 557 588 687 688 689 708 709 710 778 781 782 783 784 785 786 855 881 926 927 928 929 938 983 984 985 986 987 988 989
- Fort McMurray (587)-241 645 674 723
- Grande Prairie (587)-243 297 298 726
- Hay Lakes (587)-593
- High River (587)-244
- Leduc (587)-245 264 671
- Lethbridge (587)-220 787
- Lake Louise (587)-838
- Lloydminster (587)-217 789
- Medicine Hat (587)-245 253
- Olds (587)-796
- Peace River (587)-261
- Ponoka (587)-729
- Provost (587)-878
- Red Deer (587)-797 876 877
- Sherwood Park (587)-235
- Slave Lake (587)-266
- Spruce Grove (587)-249
- Stavely (587)-728
- Strathmore (587)-251 727
- Stony Plain (587)250
- Sundre (587)-444
- St. Albert (587)-234
- St. Paul (587)-252
- Vegreville (587)-262 280 790
- Veteran (587)-725
- Viking (587) 256
- Vulcan (587)-678 793
- Wainwright (587)-281 724 791